# Wohn- und Wirtschaftsgebäude Hauptstraße 32
Das Wohn- und Wirtschaftsgebäude Hauptstraße 32 in der niedersächsischen Kleinstadt Hemmoor-Warstade, Samtgemeinde Hemmoor, im Landkreis Cuxhaven, stammt aus der Mitte des 19. Jahrhunderts.
Aktuell (2024) wird es als Wohnhaus und wohl gewerblich genutzt.
Das Gebäude steht unter Denkmalschutz (siehe auch Liste der Baudenkmale in Hemmoor).

## Geschichte und Beschreibung
Hemmoor ging 1968 aus den sechs ehemals selbständigen Gemeinden Basbeck, Warstade, Hemm, Westersode, Hemmoor und Heeßel hervor. Warstade wurde 1255 erstmals erwähnt.
Das verklinkerte Wohn- und Wirtschaftsgebäude in Backstein von 1855 (Inschrift) besteht aus
- dem giebelständigen zwei- bis dreigeschossigen Wohntrakt mit flachem Satteldach
- und der quer zum Haupthaus stehenden eingeschossigen Scheune als Vierständer-Hallenhaus mit reetgedecktem Krüppelwalmdach und korbbogigen Öffnungen, Fenster überwiegend aus Gusseisen sowie mit geschossteilendem Gesims.

Das Anwesen mit dem sehr untypischen Gebäude gehörte ursprünglich einem Rittmeister, dem die Scheune als Unterstand für seine Kutschen diente, deshalb zwei große Tore an beiden Giebelseiten.
Das Landesdenkmalamt befand u. a.: „ … ortsgeschichtlicher, gebäudetypischer wie hofbildprägender Zeugniswert … .“